# مارتن تايلر
مارتن تايلر (بالإنجليزية: Martin Taylor)‏ (9 نونبر 1979 المملكة المتحدة) هو لاعب كرة قدم بريطاني يلعب كمدافع.

## وصلات خارجية
- مارتن تايلر على موقع قاعدة بيانات كرة القدم.إي يو (الإنجليزية)
- مارتن تايلر على موقع Soccerbase.com (لاعب) (الإنجليزية)
- مارتن تايلر على موقع عالم كرة القدم.نت (الإنجليزية)